# Sungai Sampun
Sungai Sampun is een bestuurslaag in het regentschap Kerinci van de provincie Jambi, Indonesië. Sungai Sampun telt 1152 inwoners (volkstelling 2010).